# Jean Maréchal
Pour les articles homonymes, voir Maréchal.
 (janvier 2009).
Si vous disposez d'ouvrages ou d'articles de référence ou si vous connaissez des sites web de qualité traitant du thème abordé ici, merci de compléter l'article en donnant les références utiles à sa vérifiabilité et en les liant à la section « Notes et références ».
Jean Maréchal, né le 27 février 1910 à Orléans et mort le 23 décembre 1993 à Trappes, est un coureur cycliste français.

## Biographie
C'est par hasard que Jean-Baptiste Maréchal est né le 27 février 1910 à Orléans (Loiret), car ses parents — Jean-Baptiste Maréchal et Léonie Bernardeau — se dirigeaient sur Paris en provenance de Lignières (Cher). Jean Maréchal est Parisien d'adoption mais Berrichon de souche.
À Paris, il a toujours vécu dans le 15e arrondissement, tout d'abord rue Juge avec ses parents, puis par la suite rue de Javel où il eut une auto-école dans les années 1960 et une autre rue de Frémicourt un peu plus tard et qui est toujours dans la famille. Il débuta le sport à l'âge de 7 ans, au Vaugirard-Grenelle Sportif (VGS). Inscrit comme gymnaste dans un premier temps, il se dirige ensuite vers la boxe rêvant de devenir un grand pugiliste.
Ce n'est qu'en 1923, à 13 ans, date à laquelle fut créée la section cycliste de son club et à la suite de « bons conseils d'anciens coureurs » qu'il consent à abandonner la boxe pour la bicyclette. Quelque temps après, il prend une licence de débutant. Le lendemain de ses 16 ans et huit jours plus tard sur un vélo de route, il remporte la finale hebdomadaire de vitesse dite  « de la médaille » au Vel' d'Hiv. Le mois suivant ce fut sa première victoire sur route lors du Premier pas Dunlop.
En 1928, il anime Paris-Rouen, gagne Paris-Blois et remporte le championnat de France amateur à Lyon.

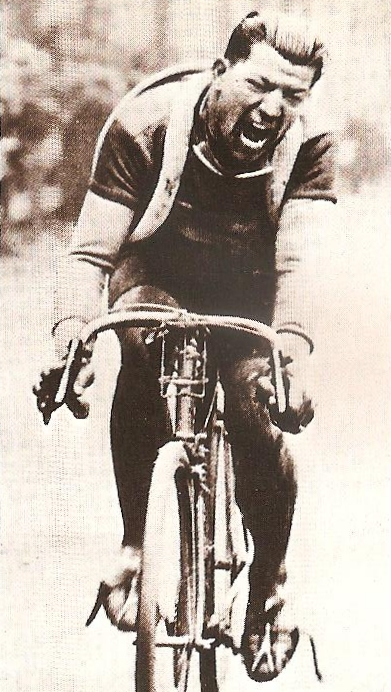
Jean Maréchal à Paris-Roubaix 1930

Sa première grande victoire est celle de Paris-Roubaix 1930 (le dernier couru à pignons fixes), rendue célèbre par l'« affaire Maréchal ». Arrivé le premier à Roubaix, Jean Maréchal est déclassé à la deuxième place au profit de Julien Vervaecke, qu'il est accusé d'avoir fait tomber. Il protestera de son innocence jusqu'à sa mort. Quinze jours plus tard, il enlève la victoire dans Paris-Tours. Toujours en 1930, il est le seul Français à prendre le départ du Tour d'Italie. Il a alors 20 ans.
En 1931, il remporte le Critérium des As haut la main devant les grands noms de l'époque. Il participe également cette année-là à son premier Tour de France (32e), dont le vainqueur sera Antonin Magne. En 1932, il inaugure le tout nouveau Parc des Princes et gagne. En 1932, il est double recordman du monde de vitesse à Buffalo. Son manager est Jean Cimon
En 1931, il apparaît dans son propre rôle dans le film Hardi les gars ! réalisé par Maurice Champreux,.
Jean Maréchal a tout couru, les classiques comme les cross-country et le demi-fond. Son palmarès de victoires est bien rempli mais il aurait pu l'être davantage si son tempérament fougueux et la malchance ne lui avaient pas mis des bâtons dans les roues, déclassement dans Paris-Roubaix, remboursement de tous ses prix amateurs à l'UVF. Il est entré comme cyclo-porteur au journal « Ce Soir » en 1938 et gagne le Championnat des transports utilitaires en 1940 .
Une fois sa carrière terminée à la fin des années 1940, il se consacre à l'encadrement et à l'entraînement de différentes équipes, devenant notamment directeur sportif de l'équipe d'Île-de-France pour le Tour de France 1950 et pour l'équipe de Paris pour le Tour 1951. Il entraîne aussi à l'étranger (Hongrie) et devient par la suite journaliste sportif.
Le Gars Jean, L'as des indépendants, Le Crack, comme il a été surnommé, était avant tout un vrai passionné, chaleureux et convivial apprécié de tous ceux qui le rencontrait[réf. nécessaire]. Il a côtoyé et rencontré un grand nombre de personnalités, des sportifs, des politiques, des artistes (Georges de Caunes, Albert Préjean, Fernand Sardou). Ses amis et compagnons de route s'appelaient : Antonin Magne, André Leducq, Toto Grassin, Georges Ronsse, Francis Pelissier, jules Merviel, Georges Speicher, Archambaud. Ses admirateurs n'étaient pas des moindres : Fausto Coppi, Louison Bobet, Luis Ocaña, Jacques Anquetil, etc.
Jean Maréchal est mort le 23 décembre 1993 à l'âge de 83 ans à Montigny-le-Bretonneux (Yvelines). Il repose au cimetière de Maule (Yvelines). Il laisse derrière lui six enfants nés de trois mariages.
Jean Maréchal a eu de nombreuses décorations dont : la médaille des anciens combattants, la médaille de la jeunesse et des sports et la médaille d'officier du mérite cycliste. Le parc des sports Jean Maréchal, à Montigny-le-Bretonneux, construit en 1994, a été nommé en son honneur.

## Palmarès
- 1928
  -  Champion de France amateurs
  - Paris-Blois
  - Paris-Dreux
  - Paris-Soissons
  - Grand Prix de Thizy
- 1929
  - Paris-Soissons
  - 7e de Paris-Roubaix
- 1930
  - Paris-Tours
  - Course de côte de Nice
  - 2e de Paris-Roubaix
  - 2e du Grand Prix de Cannes
- 1931
  - Critérium des As
- 1932
  - 3e du Critérium des As
- 1934
  - Critérium international d'hiver de demi-fond
  - 6e de Bordeaux-Paris
- 1935
  - Grand Prix de Noël
- 1940
  - 5e du Critérium national